# Plus haut sommet vierge
Le plus haut sommet vierge du monde reste jusqu'au 29 mai 1953 l'Everest (8 849 m). Depuis 1992, c'est le Gangkhar Puensum (7 570 m), à la frontière contestée entre la Chine et le Bhoutan, pays qui interdit depuis 1994 l'ascension des sommets de plus de 6 000 m sur son territoire. Le plus haut sommet vierge et dont l'ascension est autorisée est le Khunyang Chhish Ouest (7 350 m) dans le Hispar Muztagh au Pakistan, mais sa proéminence de 170 m est inférieure aux 500 m pour en faire unanimement un sommet indépendant. Si l'on prend en compte ce critère, le plus haut sommet vierge autorisé est le Lapche Kang II (7 250 m) dans la région autonome du Tibet.

## Pointes vierges de plus de8 000m
Les 14 sommets de plus de 8 000 mètres d'altitude ont été gravis entre 1950 et 1964. Ils ont tous une proéminence supérieure à 500 m, et pour treize d'entre eux supérieure à 1 500 m (sommets dits ultra-proéminents). Une vingtaine de pointes secondaires d'altitude supérieure à 8 000 m ont été répertoriées. Parmi celles-ci, seul le sommet central du Broad Peak (8 011 m) a une hauteur de culminance supérieure à 150 m (181 m) et peut être considéré comme ayant été le plus haut sommet vierge (sur ce critère) du 2 mai 1964 au 28 juillet 1975.
En 2018, 8 pointes secondaires répertoriées, avec des proéminences de quelques dizaines de mètres, sont vierges, la plus élevée étant l'Épaule Nord-Est de l'Everest à 8 423 m. Le sommet Sud-Ouest du K2 (altitude 8 580 m, proéminence 30 m) a été la pointe vierge la plus élevée entre 25 mai 1955 (ascension du Kangchenjunga, 8 586 m) et le 7 août 1981.
| Sommet principal | Sommet                                  | Altitude | Proéminence |
| ---------------- | --------------------------------------- | -------- | ----------- |
| Everest          | Épaule Nord-Est                         | 8 423 m  | 19 m        |
| K2               | pointe 8134 (arête sud-ouest)           | 8 134 m  | 35 m        |
| Kangchenjunga    | Épaule du Yalung Kang                   | 8 077 m  | 40 m        |
| Kangchenjunga    | Sommet sud-est                          | 8 150 m  | 30 m        |
| Lhotse           | Lhotse central II ou Lhotse central Est | 8 372 m  | 37 m        |
| Lhotse           | Lhotse Pointe Nord III                  | 8 327 m  | 10 m        |
| Lhotse           | Lhotse Pointe Nord II                   | 8 307 m  | 12 m        |
| Lhotse           | Lhotse Pointe Nord I                    | 8 290 m  | 10 m        |

## Liste des sommets vierges de plus de7 000m
Comme pour toute liste de sommets, il faut distinguer les sommets à part entière des sommets secondaires. Le critère retenu est celui du site 8000ers.com qui retient une proéminence minimale de 150 m.   En août 2019, Eberhard Jugalski recense 256 sommets de plus de 7 000 m avec une proéminence de plus de 150 m, dont 169 avec une proéminence de plus de 500 m ; 27 sont vierges (dont un n'est pas recensé par Jugalski), parmi lesquels 8 avec une proéminence supérieure à 500 m.
| Sommet                                          | Altitude (m)   | Proéminence (m) | Pays                      | Massif               |
| ----------------------------------------------- | -------------- | --------------- | ------------------------- | -------------------- |
| Gangkhar Puensum                                | 7 570          | 2 995           | Bhoutan/Chine (Tibet)     |                      |
| Khunyang Chhish Ouest (Pyramid Peak)            | 7 350          | 170             | Pakistan                  | Hispar Muztagh       |
| Summa Ri I (Savoia Kangri I)                    | 7 302          | 202             | Pakistan/Chine (Xinjiang) | Baltoro Muztagh      |
| Lapche Kang II                                  | 7 250          | 570             | Chine (Tibet)             | Lapche Himal         |
| Apsarasas Kangri II                             | 7 239          | 219             | Inde/Chine (Xinjiang)     | Siachen Muztagh (en) |
| Apsarasas Kangri III                            | 7 236 (7 243,) | 436 (607)       | Inde/Chine (Xinjiang)     | Siachen Muztagh      |
| Karjiang I                                      | 7 221          | 895             | Chine (Tibet)             |                      |
| Tongshanjiabu                                   | 7 207          | 1 757           | Bhoutan/Chine (Tibet)     |                      |
| Skyang Kangri Ouest                             | 7 174          | 184             | Pakistan/Chine (Xinjiang) | Baltoro Muztagh      |
| Yermanendu Kangri                               | 7 163          | 163             | Pakistan                  | Monts Masherbrum     |
| Chamar Sud                                      | 7 161          | 219             | Népal                     |                      |
| Namcha Barwa II                                 | 7 146          | 166             | Chine (Tibet)             |                      |
| Chongtar Kangri Nord-Est                        | 7 145          | 205             | Chine (Xinjiang)          |                      |
| Asapurna I                                      | 7 140          | 262             | Népal                     | Annapurna Himal      |
| Urdok Kangri II (Sia Kangri Nord)               | 7 137          | 321             | Pakistan/Chine            |                      |
| Praqpa Kangri                                   | 7 134          | 668             | Pakistan                  | Baltoro Muztagh      |
| Mandu Kangri                                    | 7 127          | 630             | Pakistan                  | Monts du Masherbrum  |
| Annapurna Dakshin Nord-Est                      | 7 126          | 151             | Népal                     | Annapurna Himal      |
| Teri Kang                                       | 7 125          | 454             | Bhoutan                   |                      |
| Sanglung                                        | 7 095          | 995             | Chine (Tibet)             |                      |
| Sia Kangri II (mont Hardinge ou Sia Kangri Sud) | 7 075          | 347             | Pakistan/Chine (Xinjiang) | Baltoro Muztagh      |
| Asapurna II (Tare Kang)                         | 7 069          | 156             | Nepal                     | Annapurna Himal      |
| Malangutti Sar Sud                              | 7 061          | 157             | Pakistan                  | Hispar Muztagh       |
| Karjiang II                                     | 7 045          | 195             | Chine (Tibet)             |                      |
| Lapche Kang II Est                              | 7 040          | 180             | Chine (Tibet)             |                      |
| Shudu Tsenpa                                    | 7 024          | 547             | Inde/Chine (Tibet)        |                      |
| Sherpi Kangri Est                               | 7 000          | 480             | Pakistan/Inde             | Monts Saltoro        |

Juste en deçà des 150 m de proéminence on trouve le Kabru IV, ou Kabru Sud, à 7 318 m d'altitude, dont l'ascension est incertaine et serait dans les cinq plus hauts sommets vierges, avec une proéminence entre 118 et 138 m. En dessous des 7 000 m d'altitude, on retrouve le Machapuchare à 6 993 m au Népal, dont le sommet est interdit.

## Chronologie

### Sommets de plus de500mde proéminence
| Sommet           | Altitude (m) | Proéminence (m) | Depuis le       | Jusqu'au        |
| ---------------- | ------------ | --------------- | --------------- | --------------- |
| Everest          | 8 849 m      | 8 849 m         |                 | 29 mai 1953     |
| K2               | 8 611 m      | 4 012 m         | 29 mai 1953     | 31 juillet 1954 |
| Kangchenjunga    | 8 586 m      | 3 922 m         | 31 juillet 1954 | 25 mai 1955     |
| Lhotse           | 8 516 m      | 610 m           | 25 mai 1955     | 18 mai 1956     |
| Dhaulagiri       | 8 167 m      | 3 357 m         | 18 mai 1956     | 13 mai 1960     |
| Shishapangma     | 8 027 m      | 2 899 m         | 13 mai 1960     | 2 mai 1964      |
| Ngadi Chuli      | 7 871 m      | 1 011 m         | 2 mai 1964      | 8 mai 1979      |
| Namcha Barwa     | 7 782 m      | 4 106 m         | 8 mai 1979      | 30 octobre 1992 |
| Gangkhar Puensum | 7 570 m      | 2 995 m         | 30 octobre 1992 |                 |

Pour les sommets autorisés :
| Sommet                               | Altitude (m) | Proéminence (m) | Depuis le       | Jusqu'au     |
| ------------------------------------ | ------------ | --------------- | --------------- | ------------ |
| Saser Kangri II (ou Shukpa Kunchang) | 7 518 m      | 1 458 m         | 30 octobre 1992 | 24 août 2011 |
| Lapche Kang II                       | 7 250 m      | 570 m           | 24 août 2011    |              |

### Sommets de plus de150mde prominence
En prenant en compte une proéminence supérieure à 150 m, deux sommets s'intercalent entre le Shishapangma et le Ngadi Chuli :
| Sommet                      | Altitude (m) | Proéminence (m) | Depuis le       | Jusqu'au        |
| --------------------------- | ------------ | --------------- | --------------- | --------------- |
| Shishapangma                | 8 027 m      | 2 899 m         | 13 mai 1960     | 2 mai 1964      |
| Broad Peak (sommet central) | 8 011 m      | 181 m           | 2 mai 1964      | 28 juillet 1975 |
| Gasherbrum III              | 7 952 m      | 355 m           | 28 juillet 1975 | 11 août 1975    |
| Ngadi Chuli                 | 7 871 m      | 1 011 m         | 11 août 1975    | 8 mai 1979      |

Pour les sommets autorisés :
| Sommet                                                       | Altitude (m) | Proéminence (m) | Depuis le       | Jusqu'au       |
| ------------------------------------------------------------ | ------------ | --------------- | --------------- | -------------- |
| Liangkang Kangri (sommet nord du Gangkhar Puensum, en Chine) | 7 535 m      | 195 m           | 30 octobre 1992 | 9 mai 1999     |
| Saser Kangri II (ou Shukpa Kunchang)                         | 7 518 m      | 1 458 m         | 9 mai 1999      | 24 août 2011   |
| Muchu Chhish                                                 | 7 453 m      | 263 m           | 24 août 2011    | 5 juillet 2024 |
| Khunyang Chhish Ouest                                        | 7 350 m      | 170 m           | 5 juillet 2024  |                |

### Autres sommets
Le Batura II (7 762 m) n'a qu'une proéminence de 90 m. Si on le prend en compte, il a été le plus haut sommet vierge du 30 octobre 1992 au 11 août 2008.